# Parque Costa Verde-San Miguel
El Complejo Panamericano Costa Verde es una instalación deportiva ubicada en la Costa Verde, Distrito de San Miguel en Lima (Perú). Se convirtió en sede de las competiciones de vóley playa, ciclismo BMX, ciclismo de ruta y patinaje de velocidad en los Juegos Panamericanos de Lima 2019 y del ciclismo adaptado en los Juegos Parapanamericanos de 2019. Actualmente es administrado por el Proyecto Especial de Legado.

## Apertura
El 17 de julio de 2019, el presidente del Comité Organizador de los XVIII Juegos Panamericanos y Juegos Parapanamericanos Lima 2019 (COPAL), Carlos Neuhaus, entregó las canchas de vóleibol de playa y patinaje de velocidad de la sede Costa Verde en San Miguel, acompañado del Alcalde de San Miguel, Juan José Guevara, así como al titular de la Federación Peruana de Patinaje, Manuel Veaizan y del representante de la Federación Peruana de Vóleibol, Ronald Herrera, con quienes recorrió las instalaciones.
El certamen de vóleibol de playa será el primer deporte en romper fuegos, el 24 de julio, con el partido entre las selecciones femeninas de Canadá y Nicaragua.

## Descripción
La Sede del Distrito de San Miguel es un espacio parcialmente accesible con senderos, rampas, baños y asientos accesibles, al servicio tanto de atletas como de espectadores. La capacidad de los escenarios es la siguiente: Circuito BMX (3.000 espectadores), Estadio principal de vóleibol de playa (3.000 espectadores), pista de patinaje de velocidad (1.000 espectadores) y pista de BMX estilo libre (2.500 espectadores).